# Підтоплення

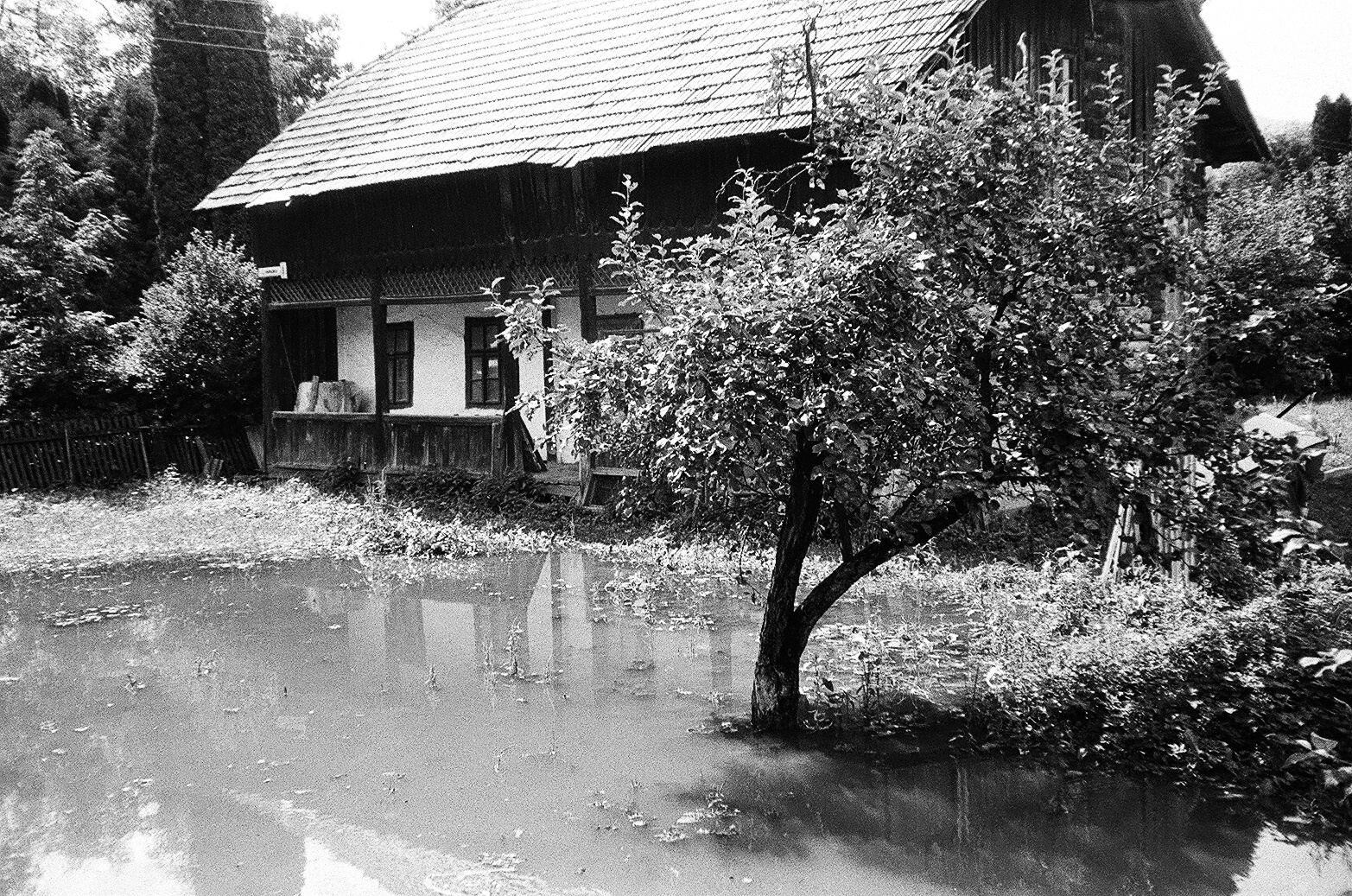
Приклад підтоплення (смт Славське, Сколівський район, Львівська область)

Підтоплення — комплексний природно-техногенний процес підвищення рівня ґрунтових вод і збільшення вологості порід зони аерації. Головними факторами підтоплення є господарська діяльність людини та зміна гідрокліматичних умов території.

## Загальний опис
На розвиток підтоплення впливають зрошування земель, підпирання ґрунтових вод водосховищами, погіршення дренованості території внаслідок замулювання малих річок, засипання балок та ярів, втрати води з технічних мереж, порушення режиму випаровування підземних вод тощо.
Рівняння водного балансу (за певний час {\displaystyle \Delta t}) масиву, який зрошується в умовах неперервного поповнення ґрунтових вод й прирощення їх рівня:
{\displaystyle \mu \Delta H=J_{n}+f_{k}+N-(v_{t}+v_{n}-n_{1})+(v'-v_{0}')+(C_{1}-C_{0})+Q_{1}-Q_{2},}
де {\displaystyle J_{n}} - кількість води, яка подана на зрозувані поля; {\displaystyle f_{k}} - кількість води, надходжуваної від зрошувальних каналів шляхом фільтрації; {\displaystyle N} - кількість атмосферних осадів, надходячих на ґрунт; {\displaystyle v_{t}} - кількість вологи, яка споживається рослинами (транспірація); {\displaystyle v_{n}} - кількість вологи, випарованої із ґрунту; {\displaystyle n_{1}} - кількість вологи, яка надходить з поверхні ґрунтових вод при неглибокому їх заляганні; {\displaystyle v'} - кількість надлишкових поверхневих вод, надходячих до зрошувальної системи й затримуваних у ній внаслідок нерегульованості водозабору, затоплень під час паводків, прориву каналів та дамб, притоку зливневих й талих вод тощо; {\displaystyle v_{0}} - стік надлишкових, непоглинутих ґрунтом поверхневих вод за межі зрошуваного масиву й скидання води за межі системи; {\displaystyle C_{1}} - запас вологи у ґрунті зрозуваного масиму вище рівня ґрунтових вод на початку розглядуваного промішку часу {\displaystyle \Delta t}; {\displaystyle C_{2}} - запас вологи у тій самій товщі ґрунту, який може утримуватися у ній без стікання у ґрунтові води й відповідний так званій граничній польовій вологоємності ґрунтів; {\displaystyle Q_{1}} - підземний притік у межі даної ділянки ґрунтових вод, у тому числі можливий за рахунок притоку фільтраційних вод із сусідніх затоплених; {\displaystyle Q_{2}} - відтік ґрунтових вод за межі зрошуваного масиву у водоприйомники або у сторону сусідніх незрошуваних земель шляхом бокового розтікання. 
Зміна рівня ґрунтових вод {\displaystyle \Delta H} (мм) приймається як середя для даного масиву. Усередненою є також недостача насичення до повної влагоємності або водовіддача ґрунтів {\displaystyle \mu .} 
Підтоплення викликає активізацію зсувів, заболочування, засолення ґрунтів та ін. Особливо небезпечними є просадкові деформації в підтоплених масивах лесових порід, що нерідко зумовлює аварійні ситуації для споруд, побудованих без врахування майбутнього замочування лесової товщі.
Підтоплення також призводить до набрякання товщ глинистих ґрунтових масивів і нерівномірного піднімання підвалин легких будівель і споруд. Найрадикальнішим засобом боротьби з підтопленням є дренаж. Є одним із найпоширеніших негативних геологічних процесів в межах урбанізованих рівнинних територій України.
Підтоплення — інженерно-гідрогеологічний (геодинамічний) процес, який має прояви у певних умовах природного середовища (в тому числі і на міських територіях) внаслідок спільного впливу причин і факторів природного і техногенного походження. При цьому за розрахунковий період часу відбувається збільшення вологості ґрунтів або підняття рівня ґрунтових вод до граничних значень, за яких порушуються умови будівництва й експлуатації будинків та споруд, відбувається пригнічення й загибель зелених насаджень, засолонення і заболочування земель сільськогосподарського призначення та інші негативні явища.
Розвиток процесу підтоплення супроводжується зміною фізико-механічних властивостей ґрунтів, зменшенням їх несучої здатності та природного ґрунтового опору, активізацією небезпечних геодинамічних процесів (карст, зсуви, суфозія та ін.), що призводить до непередбачених деформацій будівель і споруд аж до їх руйнування.
Підтоплення призводить до зміни хімічного складу ґрунтових вод, забруднення поверхневих і підземних вод, деградації ґрунтового покриву. Підвищення агресивності ґрунтових вод щодо матеріалів будівельних конструкцій викликає їх корозію, і як наслідок, передчасне руйнування.
Основними природними умовами, в яких формується процес підтоплення, є наявність слабопроникних ґрунтів, розташування водотривких шарів відносно близько до земної поверхні, слабка дренованість територій. На міських територіях до природних факторів додається техногенний вплив, який призводить до активізації процесів підтоплення. Цей вплив обумовлений зміною відміток поверхні територій, що забудовуються, погіршенням природної дренованості, ефектом екранування потоків вологи тощо.

## Основні фактори підтоплення

## Заходи по боротьбі з підтопленнями
Перспективними є такі територіальні (регіональні) методи захисту від підтоплення:
1) розчищення русел річок;
2) регулювання поверхневого стоку;
3) поновлення експлуатації підземних вод;
4) застосування систем горизонтальних дренажів для осушення територій.
Серед локальних методів захисту окремих будинків, споруд і невеликих ділянок території від підтоплення:
• променеві дренажі та дренажні галереї;
• поглинаючі дренажні свердловини і колодязі;
• пристінні, пластові і супутні дренажі.
Розчищення русел рік є необхідним заходом для підтримки задовільного гідрологічного санітарного й екологічного режиму водоймищ. Що стосується режиму підземних вод, то видалення мулистих донних відкладів і закольматованного піску буде сприяти поновленню гідравлічного зв'язку річкового потоку з підземними водоносними горизонтами на схилах долини і з підрусловим потоком в алювіальних відкладах і підвищить рівень дренованості території. Натомість стратегія осушення підтоплених ділянок у заплавах рік є неефективною.
У містобудівній політиці потрібно враховувати показники підтоплюваності територій. На тих територіях, на яких прогнозується підтоплення, слід розміщати спорудження без підвалів або з їх надійною гідроізоляцією. Існуючі споруди, що мають важливе значення, можуть бути захищені локальними методами. Але під час вирішення питання про доцільність такого захисту завжди варто брати до уваги високі експлуатаційні витрати.
Організація поверхневого стоку є найважливішим заходом попередження підтоплення різних видів та причин.
На території міст і селищ для відведення поверхневого стоку використовуються:
• вуличні системи зливової каналізації з окремими внутрішньоквартальними водоприймачами і лотками та з колекторами великого діаметра, що відводять поверхневий стік для скидання у поверхневі водотоки;
• системи нагірних лотків і канав, перехоплюючих лотків та інших водоприймальних споруд із трубопроводами для скидання поверхневого стоку у водойми та у гідрографічну мережу, що облаштовані на крутих схилах, зсувонебезпечних ділянках, у низинних місцях концентрації поверхневого стоку;
• зливова каналізація промислових підприємств;
• вулична мережа земляних водовідвідних канав у районах приватних домоволодінь.
Для районів приватних домоволодінь і малоповерхової забудови особливо важливе значення має підтримка систем водовідвідних канав, каналів і лотків. Канави трапецеїдальної форми закладають у відповідності до діючих будівельних норм.
Для ефективної роботи осушувальних систем необхідно:
• щорічно в літньо-осінній період проводити ревізію і розчищення систем, при цьому обов'язково перевіряти ухили канав нівеліром;
• під входами і в'їздами у двори прокладати труби відповідного діаметра з дотриманням загального ухилу канави або влаштовувати містки;
• облаштовувати стік води з присадибних ділянок, дворів і городів у водовідвідні канави;
• підтримувати канави в належному санітарно-гігієнічному стані, не використовуючи їх для зливу нечистот.
Поновлення експлуатації підземних вод — один із раціональних варіантів захисту населених пунктів від підтоплення.
Аналіз гідрогеологічної ситуації на територіях міст та селищ дозволив встановити, що в умовах зростаючого водовідбору з підземних вод рівні першого водоносного горизонту (ґрунтових вод) постійно знижувалися на значних площах. При цьому низькі надзаплавні тераси і навіть заплави рік стають придатними для житлового і промислового будівництва.
Ситуація різко змінюється за скорочення водовідбору з водоносних горизонтів неглибокого залягання, що відбулося через зниження питних якостей підземних вод (забруднення), а також внаслідок загальної деградації артезіанських систем із переходом на водопостачання з поверхневих джерел.
З другої половини 1970-х рр. у містах України діє новий потужний фактор підтоплення — підпирання підземних вод, що виник внаслідок зменшення водовідбору з глибоких горизонтів. Відновлення рівнів в експлуатаційних горизонтах (темпи якого за період з 1985 по 1995 р. становили 0,2–0,7 м на рік) призвело до різкого підйому поверхні ґрунтових вод і інтенсифікації підтоплення. У цих умовах насамперед погіршилася ситуація на забудованих територіях заплав і низьких річкових терас. На жаль, ситуація з підйомом рівнів у першому водоносному горизонті не була відстежена належним чином.
З огляду на факт невисоких питних якостей підземних вод перших від поверхні водоносних горизонтів (підвищені жорсткості та сухий залишок, наднормативний вміст сульфатів, заліза, забруднення органічними речовинами та важкими металами) доречне їхнє використання у технічних цілях на промислових підприємствах або для обводнювання річок.
Розсереджені по території міста відбори підземних вод з 10–15 водозабірних свердловин дозволяють значною мірою поліпшити ситуацію з підтопленням. Тим більше, що такий метод є найбільш доступним.
Застосування дренажів — це радикальний метод зниження рівня ґрунтових вод у тих випадках, коли підтоплення території вже відбулося або передбачається з великою ймовірністю. У містах України побудовані дренажі різноманітних конструкцій для захисту як великих територій, так і окремих будинків у зоні підтоплення.